# Alexandru G. Golescu
Alexandru G. Golescu (1819 – 15 août 1881) est un homme politique roumain qui est Président du Conseil des ministres des Principautés unies de Moldavie et de Valachie en 1870 (du 14 février au 1er mai). 

## Biographie

### Jeunesse
Né dans la famille boyarde des Golescu à Bucarest, il est le cousin des frères Ștefan et Nicolae Golescu ; Alexandru G. a souvent été appelé Alexandru Golescu Negru (Golescu le noir), pour le distinguer de son cousin Alexandru C. Golescu (qui était connu comme « Albu » - le blanc). 
Alexandru G. Golescu étudie à l' Académie Saint Sava , puis à Paris, à l' École des Arts et Métiers, et est revenu en tant qu'ingénieur en Valachie. 
Aux côtés de Nicolae Bălcescu, Ion Ghica et Christian Tell, Golescu est l'un des membres fondateurs de la Frăția ("Fraternité"), société secrète radicale créée en 1843 et destinée à faire opposition au prince valachien Gheorghe Bibescu. Il rentre à Paris en 1845 pour faire partie d'une société révolutionnaire d'étudiants roumains. 

### Révolution et années suivantes
Il prend part à la révolution valaque de 1848 et est membre du comité révolutionnaire formé autour de Frăția.  Secrétaire du gouvernement provisoire, il est son représentant en France après le 14 juillet 1848 (en cette qualité, il demande l’appui de la Deuxième République française dans la lutte contre la menace d’une intervention ottomane et impériale de la Russie en Valachie).  Golescu est  également actif dans la négociation d'un accord entre le gouvernement hongrois de Lajos Kossuth et les forces roumaines transylvaines d'Avram Iancu, mais ses efforts sont largement infructueux. 
Après que la révolution de Bucarest ait été écrasée, Ghica reste en exil jusqu'en 1856, date à laquelle, après que la présence russe ait été balayée par les effets de la guerre de Crimée, il reprend campagne pour l'unification de la Valachie et de la Moldavie , qui réussit en 1859 lorsque Alexandru Ioan Cuza est élu Domnitor des deux principautés danubiennes. Il est ensuite plusieurs fois ministre et sur une période de six mois, Premier ministre du prince Carol. Il meurt à son domicile à Rusănești , dans le comté d'Olt. 